# Oulad Sghir
Oulad Sghir (franska: Oulad Sghir (CR), Oulad Sghir (Commune Rurale), arabiska: اولاد سعيد) är en kommun i Marocko.   Den ligger i provinsen Settat och regionen Casablanca-Settat, i den norra delen av landet, 140 km sydväst om huvudstaden Rabat. Antalet invånare är 6 774.